# Ріхард Гольдшмідт
Ріхард Гольдшмідт (нім. Richard Benedict Goldsmidt; 12 квітня 1878 — 24 квітня 1958) — німецький і американський біолог єврейського походження, генетик, ембріолог, еволюційний біолог. Відомий гіпотезою «перспективних монстрів» у еволюції.

## Біографія
Народився в заможній німецькій родині. Поступив до медичного факультету Гейдельберзького університету, де його професорами були зоолог Отто Бючлі, порівняльний анатом Карл Гегенбаур, біохімік і нобелівський лауреат Альбрехт Коссель. На старших курсах полишив медицину та перейшов на зоологічне відділення Мюнхенського універистету, де займався під керівництвом Ріхарда Гертвіга. У 21 рік опублікував свою першу наукову статтю, присвячену стрічковим червам.
Після закінчення університету повернувся до Гейдельберга, де працював над дисертацією на тему фізіології та ембріології трематод у лабораторії свого вчителя Бючлі. Впродовж року був призваний до німецької армії. Потім отримав викладацьку посаду в Мюнхенському університеті на кафедрі Гертвіга, де працював до 1914 року.
У 1908 році заснував власний науковий журнал «Archiv für Zellforschung», який виходив у Лейпцигу в видавництві «W. Engelmann» у 1908—1923 роках.
У 1936 році емігрував з Німеччини через переслідування нацистами.

## Родина
Одружився з Ельзою Кюхляйн (нім. Else Kuhnlein), мав двох дітей: Руф (нар. 1907) та Ганса (нар. 1908). Руф стала лікарем, а Ганс — інженером.